# Scytodes noeli
Scytodes noeli là một loài nhện trong họ Scytodidae.
Loài này thuộc chi Scytodes. Scytodes noeli được miêu tả năm 1977 bởi Alayón.